# 朱初一
朱初一（1256年—1327年），句容（今江苏句容）人，明懿祖朱四九之长子；明仁祖朱世珍的父親，明太祖朱元璋的祖父，朱初一迁居泗州盱眙（今江苏盱眙）。
韩林儿龙凤九年（1363年），赠朱初一光禄大夫、江南等处行中书省平章政事、柱国、司空、吴国公，配王氏赠公夫人。
1368年，朱元璋在南京建立明朝，朱初一被尊為皇帝，廟號熙祖，諡號裕皇帝。陵墓在盱眙的明祖陵。
配王氏，赠裕皇后。有四子：长子寿春王朱五一；次子朱五二；三子幼殇；四子明仁祖朱五四。